# Micha Wald
 (juillet 2023).
La mise en forme du texte ne suit pas les recommandations de Wikipédia : il faut le « wikifier ».
Les points d'amélioration suivants sont les cas les plus fréquents. Le détail des points à revoir est peut-être précisé sur la page de discussion.
- Les titres sont pré-formatés par le logiciel. Ils ne sont ni en capitales, ni en gras.
- Le texte ne doit pas être écrit en capitales (les noms de famille non plus), ni en gras, ni en italique, ni en « petit »…
- Le gras n'est utilisé que pour surligner le titre de l'article dans l'introduction, une seule fois.
- L'italique est rarement utilisé : mots en langue étrangère, titres d'œuvres, noms de bateaux, etc.
- Les citations ne sont pas en italique mais en corps de texte normal. Elles sont entourées par des guillemets français : « et ».
- Les listes à puces sont à éviter, des paragraphes rédigés étant largement préférés. Les tableaux sont à réserver à la présentation de données structurées (résultats, etc.).
- Les appels de note de bas de page (petits chiffres en exposant, introduits par l'outil «  Source ») sont à placer entre la fin de phrase et le point final[comme ça].
- Les liens internes (vers d'autres articles de Wikipédia) sont à choisir avec parcimonie. Créez des liens vers des articles approfondissant le sujet. Les termes génériques sans rapport avec le sujet sont à éviter, ainsi que les répétitions de liens vers un même terme.
- Les liens externes sont à placer uniquement dans une section « Liens externes », à la fin de l'article. Ces liens sont à choisir avec parcimonie suivant les règles définies. Si un lien sert de source à l'article, son insertion dans le texte est à faire par les notes de bas de page.
- La présentation des références doit suivre les conventions bibliographiques. Il est recommandé d'utiliser les modèles {{Ouvrage}}, {{Chapitre}}, {{Article}}, {{Lien web}} et/ou {{Bibliographie}}. Le mode d'édition visuel peut mettre en forme automatiquement les références.
- Insérer une infobox (cadre d'informations à droite) n'est pas obligatoire pour parachever la mise en page.

Pour une aide détaillée, merci de consulter Aide:Wikification.
Si vous pensez que ces points ont été résolus, vous pouvez retirer ce bandeau et améliorer la mise en forme d'un autre article.
 (juillet 2023).
Si vous disposez d'ouvrages ou d'articles de référence ou si vous connaissez des sites web de qualité traitant du thème abordé ici, merci de compléter l'article en donnant les références utiles à sa vérifiabilité et en les liant à la section « Notes et références ».
Micha Wald est un scénariste et réalisateur belge né à Bruxelles le 26 février 1974.

## Biographie
Encore enfant, Micha Wald a joué dans le film de Samy Szlingerbaum Bruxelles-transit (1980). 
Il est diplômé de l’Institut national supérieur des arts du spectacle et des techniques de diffusion (INSAS) et de l’université libre de Bruxelles (ULB).

## Filmographie

### Courts métrages
- 1999 : La nuit tous les chats sont gris
- 2002 : Les Galets
- 2004 : Alice et moi

### Documentaires
- 2004 :  « Le quartier de La Baraque, Louvain-la-neuve, Belgique », coll. Kaléidoscope. Regards sur un cadre de vie – épisode 27, Arte.

### Longs métrages
- 2007 : Voleurs de chevaux
- 2009 : Simon Konianski
- 2018 : Cavale de Virginie Gourmel (scénario)

## Distinctions
En particulier pour Alice et moi
- le Petit Rail d’Or à la Semaine internationale de la critique au Festival de Cannes 2004,
- le prix Joseph Plateau Awards 2004 (équivalent des césars en Belgique),
- le prix du public au festival de Clermont-Ferrand en 2005,
- Premier Prix (Jameson Shortfilm Award) et Prix d’interprétation (Vincent Lécuyer) au Festival du Court-métrage de Bruxelles,
- Prix du Jury des Jeunes et Mention spéciale du Jury des Léopards de demain au Festival de Locarno,
- Mention spéciale au Festival du court-métrage "Le court en dit long" (Paris),
- Prix spécial du Jury à l’Anonimul International Independant Film Festival (Roumanie),
- Grand Prix du Jury au Festival de Nevers à l’Aube,
- Prix du meilleur court-métrage au Festival international du cinéma francophone en Acadie de Moncton (Canada),
- Prix du Public au festival Indielisboa,
- Prix du meilleur court-métrage au Festival du Film Indépendant de Bruxelles,
- Grand prix du festival de Siena (Italie),
- Grand Prix au 12e Festival ALTER-NATIVE (Roumanie),
- Prix du public au FIKE Evora Film Festival (Portugal),
- Mention spéciale du Jury au 2e Festival international de Tirana,
- Prix du Public du 5e Festival du film court francophone Un poing c'est court,
- Prix du Jury et Prix du Rire Fernand Raynaud au Festival du Film de Clermont-Ferrand,
- Prix spécial du Jury du Festival du film court de Lille,
- Grand prix au festival Solo para Cortos de Barcelone,
- Grand prix et prix du Jury des Jeunes au Festival de Dresde (Allemagne),
- Mention spéciale du jury à Aspen (Colorado),
- 3e prix et Prix du meilleur montage au Festival Lenola (Italie),
- Prix du jury au Puchon International Fantastic Film Festival (Corée),
- Prix du meilleur court-métrage de fiction au Festival itinérant Kino Im Fluss (Allemagne),
- Prix du public au Tabor Festival (Croatie),
- prix du meilleur scénario au Guerilla Film Festival de Washington DC,
- 2e prix du Jury au Festival de Drama (Grèce),
- Prix du meilleur film et prix de la meilleure musique au festival de Gérone (Espagne),
- Prix de la meilleure fiction au festival de Badalona (Espagne),
- Chaplin award au Asiana Short film festival de Séoul (Corée),
- Prix du meilleur court-métrage de fiction au festival de Potenza (Italie)